# تواماسینا (استان)
استان تواماسینا (به لاتین: Toamasina Province) یک استان در ماداگاسکار است که در شرق واقع شده‌است.

## خصوصیات
استان تواماسینا ۷۱٬۹۱۱ کیلومترمربع مساحت و ۲٬۸۵۵٬۶۰۰ نفر جمعیت دارد.